# King’s Bounty: Тёмная сторона
«King’s Bounty: Тёмная сторона» (англ. King's Bounty: Dark Side) — приключенческая пошаговая стратегическая компьютерная игра в жанре фэнтези, созданная компанией 1С-СофтКлаб и изданная фирмой 1С, является продолжением саги «King’s Bounty: Легенда о рыцаре». Игра была выпущена 19 августа 2014 года, эксклюзивно для Windows.

## Игровой процесс
В зависимости от выбора расы (персонажа) игра начинается в соответствующей герою уровнях.
Игровой процесс «Тёмной стороны» построен по принципу оригинальной King’s Bounty. King’s Bounty представляет собой сочетание ролевой игры и пошаговой стратегии.
В ролевой части игрок путешествует по глобальной карте, взаимодействует с активными объектами и общается с неигровыми персонажами. Если же игрок вступает в сражение, то начинается стратегическая часть.
Игрок управляет только одним заранее выбранным героем, орком, демонессой либо же вампиром, который движется по глобальной карте в реальном времени, в отличие от игр серии Heroes of Might and Magic. Перемещения по глобальной карте делится на четыре типа: передвижение по земле, по воде, по воздуху и посредством телепортации и транспорта. Для простого передвижения по земле не требуется никаких дополнительных средств или затрат — стандартный способ путешествий. Для передвижения по воде нужен корабль, который появляется только в некоторых местах. Для передвижения по воздуху игроку нужно выполнить определённый перечень заданий, чтобы получить возможность летать. Передвижение с помощью телепортации и транспорта возможно только в заранее подготовленных для этого местах, либо через Инвентарь с помощью компаньона Черныша. Телепортация переносит героя мгновенно. Использование транспортного средства (корабля, дирижабля или поезда) затрачивает время, зависящее от того с какого места и до какой точки вы планируете отправиться.
Сражения проходят на разделённом шестиугольном поле в походовом режиме, по принципу боёв, схожему с серией Heroes of Might and Magic. Бой делится на раунды. В каждом раунде ходят все боевые единицы, присутствующие на поле. Очерёдность ходов отрядов определяется специальным параметром — инициативой. В свой ход отряд может перемещаться по полю боя в пределах своей области перемещения, ждать (доступно только в случае, если у него остались очки действия, при этом он перемещается в конец очереди ходов), защищаться (отряд повышает параметр «Защита» до следующего хода, но теряет возможность ходить в данном раунде), атаковать или воспользоваться умением (на атаку, а также на большинство умений расходуются все доступные очки действия). Во время хода своего отряда герой может поддерживать свои войска или атаковать неприятеля с помощью заклинаний и умений ярости. Оба действия доступны лишь один раз за раунд, если нет специального умения Высшая Магия, позволяющего использовать книгу магии дважды за раунд два, четыре или шесть раз за бой, в зависимости от уровня мастерства.
Герой может вести с собой до пяти различных типов войск. При этом количество отрядов каждого типа определяется лидерством — параметром героя. Каждый отряд имеет среди прочих характеристик и показатель количества лидерства, необходимого для управления одним таким отрядом. Если суммарное лидерство отряда больше, чем лидерство героя, то герой не может им управлять, что выражается в ограничениях в найме или же выходе из-под контроля, если отряд увеличился на поле боя (это возможно при использовании магии).
Войска нанимаются в городах или отдельных строениях за золото, которое игрок получает при выполнении заданий и за победы в сражениях, также золото можно найти на карте в виде отдельно лежащих кучек, либо же вырывать клады из-под земли (если герой находится рядом с зарытым кладом, то от клада восходит столб света, и при нажатии кнопки "D" на клавиатуре, либо же кнопки на интерфейсе мышкой, выкапывается клад). Клад может содержать золото, руны, нужные для совершенствования навыков героя, а также магические кристаллы, нужные для совершенствования заклинаний.

### Ролевая система
Игрок может управлять одним из трёх персонажей и, по совместительству, одним из трёх классов — орк Багыр Яростный, демонесса Неолина Очаровательная или вампир Даэрт де Мортон, персонаж выбирается при старте игры и сменить его нельзя. Различия между персонажами довольно существенны. У каждого персонажа своя стартовая локация, свои уникальные диалоги и задания а также стиль игры. Орк полагается на умения Ярости, демонесса - на размер отряда, а вампир - на магию.
Как и в большинстве ролевых игр, герой может развиваться, получать опыт и повышать свой уровень. Опыт в King’s Bounty можно получать тремя способами — выполнять задания, сражаться или находить определённые монументы. При каждом повышении уровня герой получает определённую прибавку к лидерству, характеристикам, а также получает некоторое количество рун, которые позволяют повышать навыке героя в отдельном дереве умений, разбитое на три составляющих — умения Силы, Духа и Магии. Соотношение рун определяется тем, за какого героя вы играете.
Для изучения каждого умения требуется определённое количество рун определённого типа, а также, в большинстве случаев, выученные другие умения. Сами разработчики сравнивают систему навыков с деревом умений из Diablo.
Руны в игре бывают трёх типов — руны Силы, Духа и Магии, каждый тип соответствует одному из деревьев умений и одному из классов (Сила — Орк, Дух — Демонесса, Магия — Вампир). Руны герой может получать в награду за выполнение заданий, при повышении уровня, находить на карте, а также находить в сундуках на поле боя и в открытом мире. Также руны можно покупать, достигнув определённой локации, но делать это можно лишь в одном месте.
Также на характеристики и способности героя могут влиять артефакты (уникальные предметы) и спутники. Каждый артефакт занимает один из специальных слотов — шлем, щит, плащ и пр. Некоторые артефакты обладают «моралью», которая зависит от разных факторов — параметров героя, состава его армии, его поведения и так далее. Если «мораль» артефакта упадёт ниже определённого порога, то он прекращает действовать и его надо «усмирять» — сражаться с его хранителями.
Спутников герой получает после выполнения определённых заданий. Всего максимум герой может иметь три спутника, которые отличаются от того, за какого вы персонажа играете. Каждый спутник имеет определённое количество слотов и определённые прибавки к характеристикам героя.

### Черныш
С определённого сюжетного момента протагонист получает доступ к умениям ярости, которые использует Черныш, верный компаньон и спутник героя. Всего умений девять, три от орка, три от демонессы и три от вампира. Не имеет значения, за кого вы играете, все 9 способностей доступны любому из героев. Изначально открыто лишь три способности, однако они улучшаются, а остальные шесть появляются постепенно. Каждый раз когда Черныш повышает свой уровень, герою даётся три выбора, которые определяются случайно. Это может быть как усиление способности, так и понижение его стоимости в ярости, либо же открытие новой способности.

### Магия
В King’s Bounty присутствует как и «походная» магия, так и заклинания предназначенные для использования в сражениях. Магия в игре делится на три школы: Порядка, Искажения и Хаоса. Во всех школах присутствуют заклинания, наносящие урон противнику, заклинания, понижающие характеристики вражеских юнитов, и заклинания, повышающие характеристики своих юнитов. На применение заклинаний тратится мана, её количество зависит от конкретного заклинания. Мана восстанавливается как вне боя, так и во время (для этого нужно специальное умение или артефакты), скорость восстановления зависит от навыков героя, кроме того, полный запас маны герой может получить при посещении специальных источников на глобальной карте.
Игрок может применять заклинания как из своей книги магии, так и из отдельных свитков, при этом каждый свиток можно использовать лишь единожды. В книгу магии заклинания можно добавлять также из свитков, при этом надо тратить отдельный ресурс — магические кристаллы. Кроме того, за те же магические кристаллы можно улучшать доступные в книге магии заклинания, повышая их вплоть до третьего уровня.

## Продажи
Летом 2018 года, благодаря уязвимости в защите Steam Web API, стало известно, что точное количество пользователей сервиса Steam, которые играли в игру хотя бы один раз, составляет 92 537 человек.